# NGC 3219
NGC 3219 is een elliptisch sterrenstelsel in het sterrenbeeld Kleine Leeuw. Het hemelobject werd op 11 april 1882 ontdekt door de Franse astronoom Édouard Jean-Marie Stephan.

## Synoniemen
- MCG 7-21-51
- ZWG 211.49
- NPM1G +38.0194
- PGC 30383